# Taiwan Golden Bee

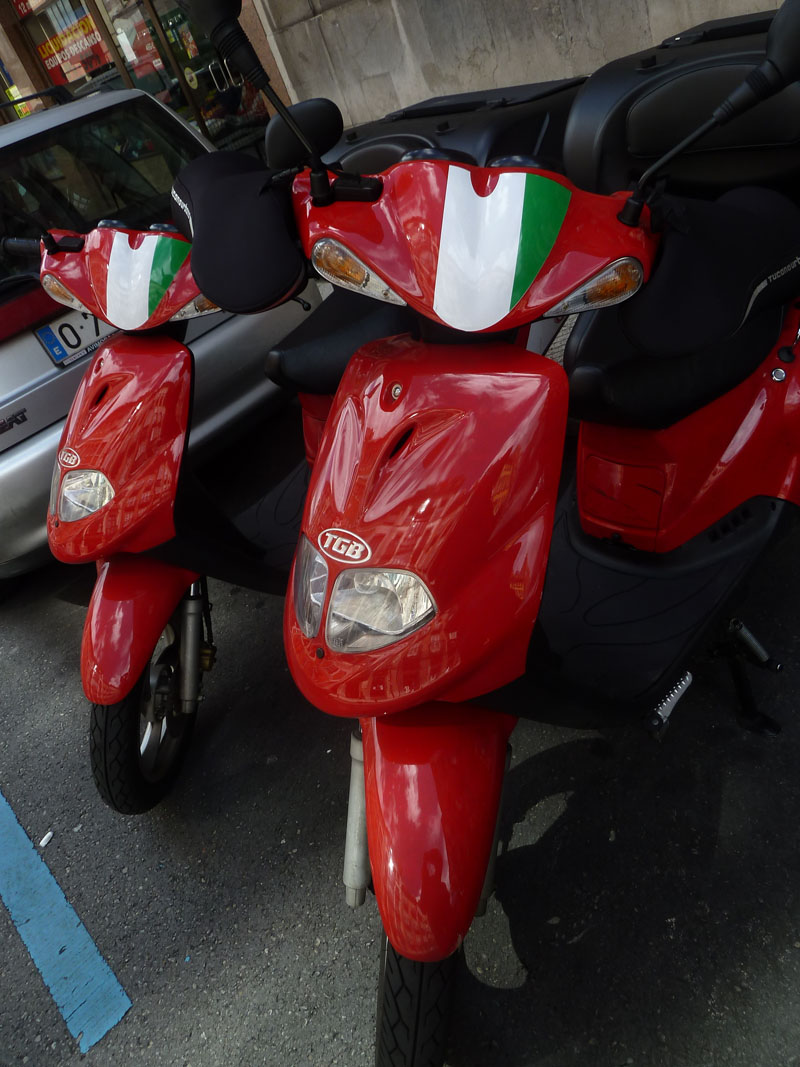
Taiwan Golden Bee

TGB, förkortning av Taiwan Golden Bee, är en taiwanesisk tillverkare av mopeder och ATV (fyrhjulingar). TGB importeras i Sverige och Danmark av C. Reinhardt as, i Sverige kallat Reinhardt Bikes.
De mopeder som finns i modellutbudet 2017/18 är: Tapo, Delivery, Bullet Basic och Bullet RR, samtliga modeller är av typ klass 1.